# Mitchell Kriegman
Pour les articles homonymes, voir Kriegman.
Mitchell Kriegman est un scénariste, producteur, réalisateur, acteur et compositeur américain.

## Filmographie

### Scénariste
- 1980 : Saturday Night Live ("Saturday Night Live" (1975) TV Series (writer))
- 1999 : Elmo au pays des grincheux (The Adventures of Elmo in Grouchland)

### Producteur
- 1989 : The Sweet Life (série télévisée)
- 1991 : Clarissa Explains It All (série télévisée)
- 1995 : Clarissa (TV)
- 1997 : Tibère et la Maison bleue ("Bear in the Big Blue House") (série télévisée)
- 2001 : Le Livre de Winnie l'ourson (The Book of Pooh) (série télévisée)
- 2006 : It's a Big Big World (série télévisée)

### Réalisateur
- 1997 : Tibère et la Maison bleue ("Bear in the Big Blue House") (série télévisée)
- 2001 :  Le Livre de Winnie l'ourson (The Book of Pooh) (série télévisée)
- 2006 : It's a Big Big World (série télévisée)

### Acteur
- 2001 : When Winnie the Pooh Was Very Very Young (vidéo) : Self / Creator of Book Of Pooh